# Mensen zoals jij en ik
Mensen zoals jij en ik is een Nederlandse televisieserie rondom Kees Brusse, onder regie van Rob Herzet en uitgezonden door de AVRO tussen 1981 en 1985. In deze periode was het een succesvolle tv-serie.
De tweeëndertig korte verhalen zijn geschreven door Herbert Reinecker en werden meestal als drieluik uitgezonden in één uitzending. Reinecker is ook bekend als schrijver van de Duitse serie Derrick. In elk verhaal speelt Brusse een ander personage.

## Muziek en titelsong
De muziek is geschreven door Ruud Bos en in het eerste seizoen wordt de leader (waarvan de tekst van Tineke Beishuizen is) door Gerard Cox van zang voorzien. De eindleader is instrumentaal. In het tweede seizoen blijft de eindleader ongewijzigd, maar het arrangement van de beginleader wijzigt van uptempo naar langzaam en wordt ingezongen door André Hazes. In het laatste seizoen wordt ook de beginleader instrumentaal. Naast de leader is er ook nog achtergrondmuziek van Ruud Bos te horen en de verhalen worden door middel van een bumper van elkaar gescheiden.

## Afleveringen
In elke aflevering brengt Brusse een ander personage tot leven; dit kan uiteenlopen van een verstokte vrijgezel, een goedmoedige inbreker, een klantgerichte trambestuurder ("de laatste tram") tot een arrogante directeur. In de afleveringen "De toneelspeler" en "Pendeldienst", allebei uit het tweede seizoen, speelt Brusse het personage Willem de taxichauffeur, die rondrijdt in zijn Mercedes-Benz W123-wagen. De verhalen van Reinecker kenmerken zich vaak door de onverwachte wending die zich aan het eind van elk verhaal afspeelt. De afleveringen in het tweede seizoen worden, op zijn eigen kenmerkende wijze, ingeleid door schrijver Simon Carmiggelt.

## Prijzen
De serie won in 1982 de Gouden Televizier-Ring voor het meest gewaardeerde programma van dat seizoen.

## Uitzendschema
"Mensen zoals jij en ik" werd niet wekelijks uitgezonden maar ongeveer één keer per maand. De seizoenen werden uitgezonden met tussenpozen van een jaar of meer. Elke aflevering is een twee- of drieluik van verschillende verhalen die elk ongeveer twintig minuten duren.

## Seizoenen
| Seizoen | Afleveringen | Uitzendingen                       |
| ------- | ------------ | ---------------------------------- |
| 1       | 14           | 14 december 1981 - 5 maart 1982    |
| 2       | 12           | 4 februari 1983 - 29 april 1983    |
| 3       | 6            | 24 december 1984 - 15 januari 1985 |

### Seizoen 1
| Aflevering (seizoen) | Aflevering (serie) | Titel                       | Uitzenddatum     |
| -------------------- | ------------------ | --------------------------- | ---------------- |
| 1                    | 1                  | Schilderen in Ierland       | 14 december 1981 |
| 2                    | 2                  | Een vriendendienst          | 14 december 1981 |
| 3                    | 3                  | De trouwgetuige             | 14 december 1981 |
| 4                    | 4                  | Bang in het donker          | 22 december 1981 |
| 5                    | 5                  | Kerstavond                  | 22 december 1981 |
| 6                    | 6                  | De inbrekers                | 11 januari 1982  |
| 7                    | 7                  | Het rijbewijs               | 11 januari 1982  |
| 8                    | 8                  | Mijn vrouw is het einde     | 11 januari 1982  |
| 9                    | 9                  | Taxi in de regen            | 8 februari 1982  |
| 10                   | 10                 | Het krediet                 | 8 februari 1982  |
| 11                   | 11                 | Met de kinderen naar buiten | 8 februari 1982  |
| 12                   | 12                 | Opdracht voor Donk          | 8 maart 1982     |
| 13                   | 13                 | Zondagochtend               | 8 maart 1982     |
| 14                   | 14                 | Brief van een onbekende     | 8 maart 1982     |

### Seizoen 2
| Aflevering (seizoen) | Aflevering (serie) | Titel                   | Uitzenddatum    |
| -------------------- | ------------------ | ----------------------- | --------------- |
| 1                    | 15                 | Champagne en kaviaar    | 4 februari 1983 |
| 2                    | 16                 | De bekering             | 4 februari 1983 |
| 3                    | 17                 | De laatste tram         | 4 februari 1983 |
| 4                    | 18                 | Een avond met Johanna   | 4 maart 1983    |
| 5                    | 19                 | Droomt u dan nooit?     | 4 maart 1983    |
| 6                    | 20                 | De toneelspeler         | 4 maart 1983    |
| 7                    | 21                 | De derde man            | 1 april 1983    |
| 8                    | 22                 | Pendeldienst            | 1 april 1983    |
| 9                    | 23                 | De ziel van het bedrijf | 1 april 1983    |
| 10                   | 24                 | De modeshow             | 29 april 1983   |
| 11                   | 25                 | Nachtelijk avontuur     | 29 april 1983   |
| 12                   | 26                 | Afijn, we leven nog     | 29 april 1983   |

### Seizoen 3
| Aflevering (seizoen) | Aflevering (serie) | Titel              | Uitzenddatum     |
| -------------------- | ------------------ | ------------------ | ---------------- |
| 1                    | 27                 | De waarzegger      | 24 december 1984 |
| 2                    | 28                 | Ursus              | 24 december 1984 |
| 3                    | 29                 | De clown           | 7 januari 1985   |
| 4                    | 30                 | Konijn in de hoed  | 7 januari 1985   |
| 5                    | 31                 | Een eeuwige droom  | 15 januari 1985  |
| 6                    | 32                 | Op en top een dame | 15 januari 1985  |

## Trivia
- Als er in een verhaal een auto aan te pas komt, is dit vaak een Citroën GS.
- In het verhaal "Brief van een onbekende" kijkt het personage van Kees Brusse naar een aflevering van Wie van de Drie waar Kees Brusse als zichzelf in het panel zit.
- Het verhaal "De bekering" zorgde voor enige controverse, omdat Kees Brusse en Michiel Kerbosch, die in dat verhaal twee zwervers spelen, een koffer vol met bijbels, die ze van een verkoper (Sacco van der Made) hebben gestolen, aan de man proberen te brengen.
- De tram die in het verhaal "De laatste tram" is te zien, maakt deel uit van de serie Rotterdamse Düwag-trams. De lichtgele "Tingeling" beschildering is van striptekenaar Martin Lodewijk.
- Enkele acteurs, onder wie Manon Alving, Hans Dagelet, Guusje Eijbers, Carola Gijsbers van Wijk, Wim van den Heuvel, Piet Kamerman, Michiel Kerbosch, Erik J. Meijer, Hedie Meyling (als Hedy Meyling), Henny Orri, Allard van der Scheer, Ellen Vogel, en Dolf de Vries, zijn te zien in twee episoden, en wel in twee verschillende rollen.
- De aflevering "Met de kinderen naar buiten" bevat library-muziek van TM Studios. De muziek die meteen aan het begin van het verhaal is te horen staat als track met de titel "Prestigious" op de cd De RADIO-libraries, die in 2013 bij het Jinglegenootschap is verschenen.
- Alle afleveringen zijn op dvd verschenen, in twee afzonderlijke boxen en in een dubbelbox.